# Thierry I de Montbéliard
Teodoric o Thierry de Montbéliard (~1045-2 de gener de 1105) va ser un comte de Montbéliard, d'Altkirch i de Ferrette (com a Teodoric o Thierry I) de 1073 a 1105, comte de Bar i senyor de Mousson (com a Teodoric o Thierry II) de 1093 a 1105, i comte de Verdun de 1100 a 1105.
Era fill de Lluís de Scarpone, comte de Montbéliard, d'Altkirch i de Ferrette, i de Sofia, comtessa de Bar i senyora de Mousson. Es va casar el 1065 amb Ermentruda de Borgonya (nascuda el 1055 i morta el 1105), filla de Guillem I, comte de Borgonya, i d'Estevaneta de Borgonya, i van tenir:
- Teodoric o Thierry II (1081 -1163), comte de Montbéliard
- Lluís, que va marxar a la croada, va tornar el 1102 i va ser assassinat el 1103
- Frederic I (mort el 1160), comte de Ferrette i d'Altkirch
- Renald I (1090 -1150), comte de Bar i senyor de Mousson
- Esteve (mort el 1162), bisbe de Metz
- Guillem, mort abans de 1105
- Hug, citat el 1105, probablement religiós, ja que no es va beneficiar del repartiment de les possessions del seu pare
- Guntilda (morta el 1331), abadessa de Biblisheim
- Agnès (1082/1087 a Bar-le-Duc - 1176), comtessa de Langenstein o Langstein (moderna Pierre-Percée) i de Salm.

A la mort del seu pare, va reivindicar la successió del ducat de Lorena, que el seu pare ja havia reclamat. Li fou desestimada per l'emperador Enric IV. En represàlies, va destrossar el bisbat de Metz, però fou vençut per Adalberó III, bisbe de Metz, i el duc de Lorena Teodoric o Thierry II. Reconciliat amb l'Església, va fundar una abadia a Haguenau el 1074 i va fer reconstruir l'església de Montbéliard el 1080. No va participar ni al Concili de Clermont (1095), ni a les croades, però hi envia el seu fill Lluís que hi va participar activament.
El 1100, el bisbe de Verdun li va donar el comtat a títol vitalici, però les relacions entre els poders temporal i espiritual foren conflictius.